# Voni
Voni (in greco Βώνη?; in turco Gökhan) è un villaggio di Cipro, situato a sud-est di Kythrea. Esso è situato de iure nel distretto di Nicosia di Cipro e de facto nel distretto di Lefkoşa di Cipro del Nord. Prima del 1974 il villaggio è sempre stato abitato esclusivamente da greco-ciprioti.
Nel 2011 Voni aveva 202 abitanti.

## Geografia fisica
Si trova a sedici chilometri a nord-est della capitale Nicosia e a due chilometri a nord-est del villaggio di Trachoni.

## Origini del nome
Secondo Goodwin, il nome Voni deriva da "dhodoni", cioè "luoghi in cui il dio Apollo mostrava la sua volontà all'uomo". I turco-ciprioti hanno cambiato il nome in Gökhan nel 1975. Gökhan era un soldato turco morto nel villaggio durante l'offensiva militare turca del 1974. Gökhan è un nome maschile molto comune in turco, e significa "il re [khan] del cielo".

## Società

### Evoluzione demografica
Il villaggio è sempre stato abitato esclusivamente da greco-ciprioti. Nel censimento ottomano del 1831, i cristiani (greco-ciprioti) costituivano gli unici abitanti del villaggio. Per tutto il periodo britannico il villaggio continuò a essere abitato esclusivamente da greco-ciprioti. Durante questo periodo, la crescita della popolazione del villaggio ha mostrato una tendenza all'aumento, passando da 272 abitanti nel 1891 a 479 nel 1960.
Tutti i greco-ciprioti di questo villaggio sono stati sfollati nell'agosto 1974, in fuga dall'avanzata dell'esercito turco. Attualmente, come il resto dei greco-ciprioti sfollati, i greco-ciprioti di Voni sono sparsi in tutto il sud dell'isola, soprattutto nelle città. Il numero dei greco-ciprioti di Voni sfollati nel 1974 era di circa 500-550 (508 nel 1973).
Il censimento del 2006 ha stimato in 229 abitanti la popolazione del villaggio. Si tratta di un'area militarizzata.